# Calyptrocalyx pachystachys
Calyptrocalyx pachystachys là loài thực vật có hoa thuộc họ Arecaceae. Loài này được Becc. mô tả khoa học đầu tiên năm 1905.